# عقرب آسیایی کوچک
عقرب آسیایی کوچک(نام علمی: Mesobuthus eupeus) نام یک گونه از راسته کژدم است.